# Insurgència d'Al-Qaida al Iemen
La Revolta d'Al-Qaida al Iemen és una sèrie d'enfrontaments armats entre l'Exèrcit del Iemen i les milícies d'Al-Qaida al Iemen. L'Exèrcit del Iemen comptà amb el suport dels Estats Units, i lluità contra les unitats rebels d'Al-Qaida, en un conflicte que forma part de la Guerra Civil Iemenita. Aquest conflicte ha estat qualificat pel govern dels EUA com una part integral de la seva Guerra contra el terrorisme. La campanya del Govern Iemenita contra Al-Qaida a la Península Aràbiga, va començar l'any 2001, i es va intensificar a partir del 14 de gener de l'any 2010, quan l'Exèrcit Iemenita va declarar la guerra a Al-Qaida. A més de combatre contra Al-Qaida a diverses províncies, l'Exèrcit del Iemen també combat contra la insurrecció xíita a Iemen del Nord, i contra els independentistes del Iemen del Sud.

## Escenari
El conflicte entre l'Exèrcit i el grup terrorista Al-Qaida té lloc des de 2001, quan van ocórrer els primers enfrontaments entre tots dos bàndols. Tanmateix, l'any 2009, al Iemen va emergir com un nou front en la guerra contra el terrorisme, després de saber-se que Umar Farouk Abdulmutallab, un jove de Nigèria que va intentar sense èxit atemptar contra un avió civil a Detroit, havia estat entrenat en aquest país. Aquest incident va posar de manifest la forta presència de jihadistes en aquell país, i va motivar la participació dels EUA en el conflicte.
Des de llavors s'han anat produint nombrosos enfrontaments entre les tropes governamentals i els insurgents islàmics, la presència dels quals s'ha expandit per tot el país, especialment a la zona de l'antiga Iemen del Sud.
Durant la presidència d'Ali Abdullah Saleh, els seus opositors el van considerar culpable de la situació al sud del Iemen per no haver pres mesures suficients per frenar l'entrada d'Al-Qaida i alguns grups detractors fins i tot van assegurar que estava utilitzant la presència de l'organització terrorista com un argument per fer témer una expansió islamista si el seu govern queia i afermar així el seu poder i suport internacional.
Després de la Primavera Àrab que va enderrocar finalment a Saleh, els insurgents van utilitzar el caos que va sorgir per ampliar la seva presència al país.
El seu successor, el president Abd Rabbuh Mansur al-Hadi, va iniciar una reforma en l'Exèrcit i va ordenar llançar una nova ofensiva, havent-se proposat la "destrucció d'Al-Qaida".

## Esdeveniments importants

### 2010
- Primera Batalla de Lawdar: el 19 d'agost l'Exèrcit iemenita va entrar en Lawdar, ciutat que es trobava sota el control d'Al-Qaida, i va matar diversos dels seus membres i líders locals. Després d'una setmana de lluita, finalment el 25 d'agost la ciutat va ser recapturada per l'exèrcit.[9]
- Batalla de Huta: el 20 de setembre més de 100 milicians d'Al-Qaida van prendre la ciutat de Huta.[10] L'Exèrcit va iniciar un contraatac i el 24 de setembre recapturaren la ciutat, iniciant una persecució a través de les muntanyes dels terroristes fugits.[11]

### 2011
- Primera Batalla de Zinjibar i Jaar: el 27 de maig centenars d'insurgents d'Al-Qaida van prendre les ciutats de Zinjibar i de Jaar i es van aquarterar en les instal·lacions del govern. L'exèrcit va abandonar la zona i diversos soldats van ser capturats i executats.[6]

### 2012
- Captura de Rada: el gener de 2012 un grup de membres d'Al-Qaida va capturar la ciutat de Rada i va declarar un emirat islàmic en ella.[12] No obstant això, els caps tribals van aconseguir signar una treva amb ells i, a canvi de l'alliberament de diversos presos, els milicians yihadistes van abandonar la ciutat.[13]
- Segona Batalla de Lawdar: el 9 d'abril diversos milicians d'Al-Qaida van prendre de nou la ciutat de Lawdar després d'intensos combats i es van instal·lar en ella.[14] L'Exèrcit va iniciar una contraofensiva en la qual van participar voluntaris tribals de Lawdar i van prendre la muntanya Yousef, en les proximitats de la ciutat.[15] A finals de març els milicians ja havien estat expulsats de Lawdar i les seves proximitats.[16]
- Segona Batalla de Zinjibar i Jaar: el 12 de juny un comboi de soldats i vehicles armats de l'Exèrcit iemenita va entrar al centre de Jaar i, hores més tard, a Zinjibar. Els milicians van fugir cap a la ciutat Shaqra, aleshores sota la seva possessió.[8]

- Batalla de Shaqra: el 15 de juny l'Exèrcit iemenita va conquistar la ciutat de Shaqra, l'últim gran feu islamista a la província d'Abyan.[17]
- Captura d'Azzan: el 23 de juny l'exèrcit va entrar a la ciutat d'Azzan, després que els líders tribals convencessin Al-Qaeda d'abandonar la ciutat pacíficament i posant fi així a l'anomenat "emirat d'Azzan".[18]

### 2013
- Batalles de Rada i Manasseh: el 28 de gener l'Exèrcit va llançar una ofensiva per alliberar Manasseh, un baluard islamista a Abyan on tenien retinguts a diversos turistes europeus. Els islamistes van respondre amb una altra ofensiva a la ciutat de Rada, de la qual van capturar una part.[19] Més tard es va iniciar un alto el foc per garantir la seguretat dels ostatges europeus i, després del seu alliberament, la situació de Manasseh seguí sent incerta.[20][21]
- Batalla de Maraksha: després de tres dies de combats, el 2 de febrer l'Exèrcit iemenita va aconseguir prendre la ciutat de Markasha a Abyan. Els enfrontaments es van saldar amb 17 morts.[22]
- Batalla d'Al-Mukalla: havent perdut els seus últims feus en la governació d'Abyan, Al-Qaeda es va llançar a la conquesta de la Governació de Hadramaut, on va declarar un nou emirat i va capturar diversos petits pobles.[23][24][25] El 24 de maig va iniciar una ofensiva contra la capital provincial, Al-Mukalla, i va conquistar dos dels seus districtes: Shahr i Ghail Bawazir, que no van ser alliberats per l'Exèrcit fins a principis de juny.[23][26] El 7 d'agost de 2013, les autoritats iemenites van descobrir i van frustrar un pla d'Al-Qaida per conquistar Al-Mukalla i dues terminals de petroli i gas de forma simultània.[27]

### 2014

#### Ofensiva de Shabwa i Abyan
A l'abril de 2014 es va filtrar un vídeo d'una reunió de més de 100 membres d'Al-Qaida a la Península Aràbiga en el qual Naser al Wahishi animava als combatents a "eliminar Amèrica". Com a conseqüència, el 19 i el 20 d'abril de 2014, EUA va llançar juntament amb l'Exèrcit Iemenita un dels majors atacs del conflicte en matar a almenys 65 membres d'Al-Qaida a les províncies d'Abyan, Shabwa i Al Baida, la majoria d'ells amb drons. Entre els morts van destacar tres líders locals de l'organització (Mohamed al Mushibi, Fauaz al Muharraq i Salah al Muharraq), així com altres integrants àrabs i estrangers.
Després de la reunió del Grup d'Amics del Iemen, format per 39 països, es va llançar el 29 d'abril una ofensiva terrestre coordinada per l'exèrcit i les milícies locals i comandada pel Ministre de Defensa, Mohamed Naser Ahmed, centrada a la regió d'Al Saíd, a la província de Shabwa, i a la zona d'Al Mahfad, a la província d'Abyan, amb l'objectiu d'expulsar els combatents de les zones muntanyenques del país. El primer dia de combats van morir 15 soldats de l'exèrcit i 12 membres d'Al-Qaida.
El 4 de maig, les forces de seguretat van prendre el control de la carretera que comunica les províncies de Hadramout, Shabwa i Abyan. Altres operacions a Shabwa van aconseguir, a més, eliminar els terroristes de Mefraq al Said, Hesat al Labn, Al Karif i Al Naqaba. També es van abatre a almenys 37 combatents a la localitat de Yul Reda.
El 6 de maig l'ofensiva va aconseguir un dels seus objectius principals en prendre la zona muntanyenca d'Al Mahfad, en una batalla en la qual es va cobrar diverses desenes de morts entre els jihadistes, que van abandonar l'àrea a l'alba. A més van prendre possessió d'un altre bastió del grup terrorista de Haban i Qarn al-Sawad, a la zona de Shabwa.

## Al-Qaida al Iemen
Els milicians d'Al-Qaida que es troben al Iemen formen part de la branca aràbiga de l'organització, sent en la seva majoria iemenites i saudites. Estan especialitzats en explosius i compten amb el suport d'algunes tribus locals, amb les quals ha teixit una xarxa d'aliances i dependències.
Després d'haver estat expulsats de les Governacions de Abyan i Shabwah a causa dels atacs aeris dels EUA i les ofensives de l'Exèrcit, la seva principal zona d'influència s'estén ara per la Governació de Hadramaut. El seu principal líder era Naser al Wahishi, antic secretari personal d'Osama Bin Laden, considerat el número dos de l'organització a nivell global. L'agost de 2013, EUA va interceptar converses entre Wahishi i Ayman al-Zawahirí sobre un pla per atacar objectius occidentals, la qual cosa es va catalogar com la major amenaça terrorista des de l'11-S i va comportar el tancament temporal de 19 ambaixades nord-americanes en països islàmics.

## Guerra Civil iemenita
En abril de 2015 al-Qaida a la Península Aràbiga (AQAP) va vèncer a la batalla de Mukalla i van capturar un enorme dipòsit d'armes que contenia desenes de tancs, llançacoets Katyusha i armes petites amb els què va consolidar el seu domini a la província de Hadhramau establint un miniestat al voltant de Mukalla, i el 16 de juny un atac de drons dels Estats Units va matat l'emir d'AQAP, Nasir al-Wuhayshi, sent substituït pel cap militar del grup, Qasim al-Raymi. A principis de desembre de 2015 les ciutats de Zinjibar (la capital provincial de la governació d'Abyan) i Ja'ar (a pocs quilòmetres cap a l'interior al nord), van ser capturades per AQAP, però els Emirats Àrabs Units van donar suport a les forces locals aconseguiren el control de Mulalla en abril de 2016, i les forces d'AQAP i Estat Islàmic en retirada van atacar la Governació d'Hadramaut contra les forces lleials al president Abdrabbuh Mansur Hadi, però foren aturats per les forces d'elit de la coalició, i la major part dels comandaments d'AQAP a la regió foren capturats. Zinjibar va ser recuperada per les forces progovernamentals el 14 d'agost de 2016.

## Paper dels Estats Units

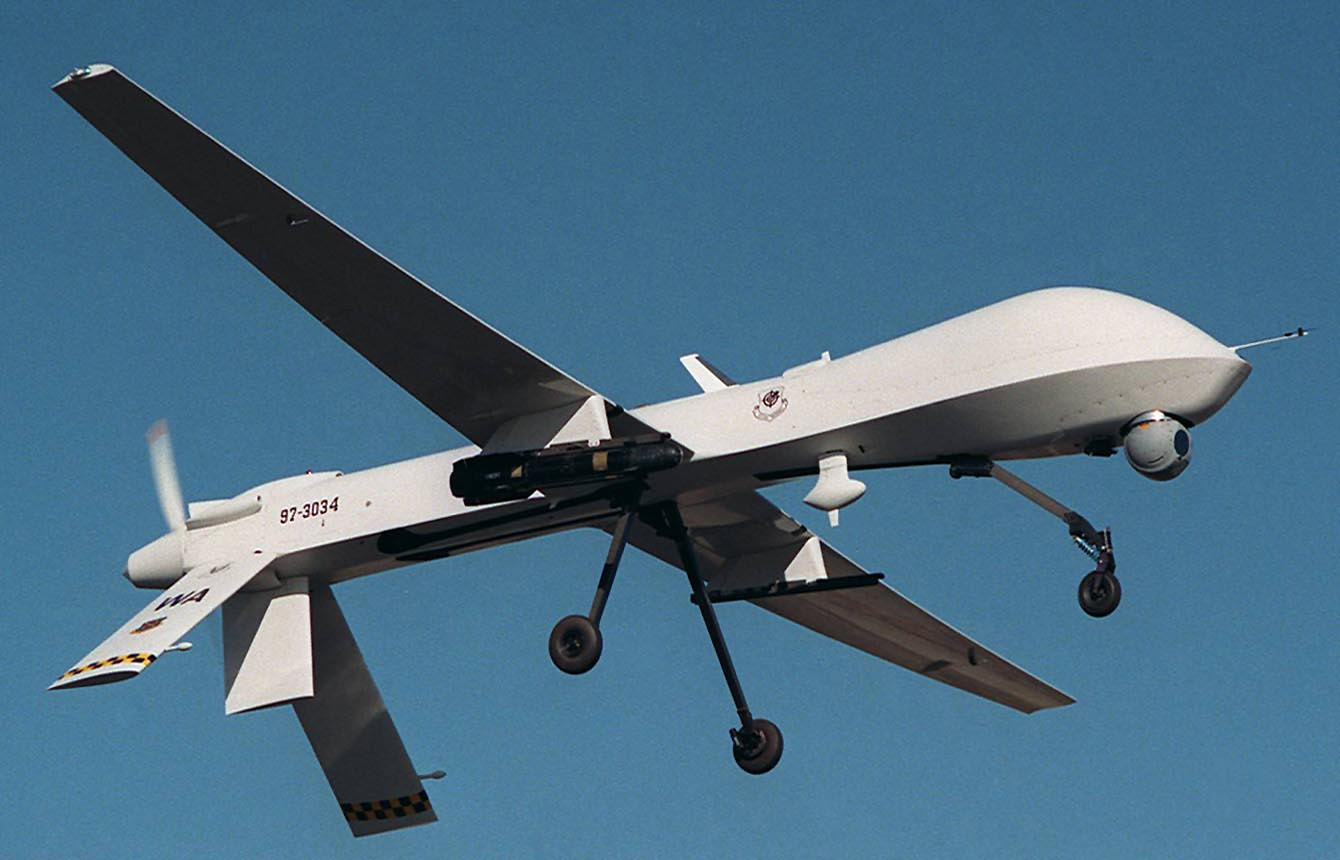
A través dels drons, EUA ha matat a importants membres d'Al-Qaida al Iemen

Els serveis d'intel·ligència dels Estats Units han participat activament en la campanya mitjançant el llançament de míssils de creuer i l'ús de drons. El primer dels bombardejos amb aquests aparells va ser el 2002, en el qual es va eliminar el coordinador de l'Atemptat contra l'USS Cole
Un altre dels atacs amb drons més important va ser el que va causar la mort d'Anwar al-Awlaki, un clergue islamista relacionat amb Al-Qaeda que va morir en un bombardeig de la CIA el 30 d'octubre de 2010.
També van eliminar el 2012 a Fahd al-Quso (líder local d'Al-Qaida i un dels terroristes més buscats per l'FBI) i el gener de 2013 a Said al Shehri, número dos d'Al-Qaida al Iemen.
Els germans Kaid i Nabil al Dhahab, importants figures dins d'Al-Qaida a la província d'Abyan, van ser blanc d'un atac de dron al maig de 2012, però van sobreviure. No obstant això, Kaid va ser finalment eliminat a l'agost de 2013, posant fi al seu autoproclamat califat. Malgrat això, Nabil va seguir en llibertat.
Els drons dels EUA també han acabat amb altres caps menors d'Al-Qaida al Iemen com Abdullah Hussein al Waeli i Mohammed al Ameri.

## Situació civil
A les ciutats sota control d'Al-Qaida s'han declarat petits "emirats islàmics" i s'hi ha imposat una interpretació estricta de la xaria. S'han dut a terme moltes detencions arbitràries i, sobretot, execucions de soldats. Això ha provocat nombrosos desplaçaments entre la població civil, que ha emigrat a zones més segures com les ciutats d'Aden i Sanà. La situació es veu agreujada per l'epidèmia de còlera de 2017.